# Aérodrome de Zalingei
L'aéroport de Zalingei est un aéroport situé au Soudan.

## Situation
| \| 100 km1:23 425 000 \| Atbara Dongola El Fasher El Obeid Kassala Khartoum Nyala Port Soudan Wadi Halfa Zalingei |
| 100 km1:23 425 000                                                                                                |